# نعیمه عاکف
نعیمه عاکف (عربی: نعيمة عاكف؛ ۷ اکتبر ۱۹۲۹ – ۲۳ آوریل ۱۹۶۶) هنرپیشه، و بازیگر سینما اهل مصر بود. نعیمه در شهر طنطا در ناحیه دلتای نیل مصر به دنیا آمد. او رقصنده رقص شکم مشهور مصر در دوران طلایی سینمای مصر بود و در بسیاری از فیلم‌های آن زمان بازی کرده‌است. عاکف با بازیگران مصری چون فایزه احمد و رشدی اباظه هم‌بازی شده بود.
او در ۲۳ آوریل ۱۹۶۶، در سن ۳۶ سالگی بخاطر سرطان فوت کرد.